# Alain de Benoist
Alain de Benoist de Gentissard (Saint-Symphorien, 11 de diciembre de 1943) es un filósofo político francés, fundador de la Nouvelle Droite y líder del think tank etnonacionalista Groupement de recherche et d'études pour la civilisation européenne (GRECE). Su propósito era, según Pierre-André Taguieff, «rearmar intelectualmente la derecha en Francia» para hacer frente a la hegemonía cultural de la izquierda (en este sentido calificaba a la Nouvelle Droite de gramcismo de derecha, porque el objetivo era ganar terreno al enemigo gradualmente y pacientemente).
Principalmente influenciado por pensadores de la movimiento revolucionario conservador,  Benoist se opone al cristianismo, el iusnaturalismo, el neoliberalismo, la democracia representativa, el igualitarismo; y lo que él ve como personificación y promoción de esos valores, a saber, los Estados Unidos. Desarrolló la noción de «etnopluralismo», un concepto clave en las ideas de la nueva derecha francesa que se basa en la preservación y el respeto mutuo de las regiones etnoculturales individuales y limitadas.
Benoist es el editor de dos revistas: Nouvelle Ecole desde 1968 y Krisis desde 1988. Sus escritos han aparecido en Tyr, Chronicles y varios periódicos como Le Figaro. Benoist ha expuesto su trabajo en publicaciones de racismo científico y supremacismo blanco como Mankind Quarterly y The Occidental Quarterly y la revista Telos.
Su trabajo ha sido influyente en el desarrollo de la nueva extrema derecha en los Estados Unidos. Llegó a pronunciar una conferencia sobre la identidad étnica en el Instituto de Política Nacional, organizada por Richard B. Spencer, si bien actualmente se ha distanciado del movimiento.
En 1978 recibió el Premio del Ensayo (entregado por la Academia Francesa) por su libro Vu de droite: Anthologie critique des idées contemporaines.

## Biografía

### Orígenes y formación académica (1943-1961)
Alain de Benoist nació el 11 de diciembre de 1943 en Saint-Symphorien (localidad que hoy es parte de Tours), Centre-Val de Loire, en el seno de una familia burguesa y católica, hijo de un jefe de ventas en Guerlain, también llamado Alain de Benois, y de Germaine Langouët.  Su madre provenía de la clase media baja de Normandía y Bretaña, y su padre pertenecía a la nobleza belga con raíces en la Edad Media. Durante la Segunda Guerra Mundial, su padre fue miembro del grupo armado de resistencia "Fuerzas Francesas del Interior". Era un gaullista confeso, mientras que su esposa era más bien de izquierda. Por otra parte, durante la guerra la familia de Benoist se dividió entre los bandos de la Francia Libre y la Francia de Vichy. Benoist es también sobrino nieto del pintor simbolista francés Gustave Moreau y descendiente de aristócratas asesinados por las hordas de la Revolución francesa.
Benoist todavía estaba en la escuela secundaria en Lycée Montaigne y Louis-le-Grand durante los disturbios de la Guerra de Argelia (1954-1962), un período en que fue moldeando sus posturas políticas. En 1957, a los 14 años, se hizo amigo de la hija de Henry Coston, un periodista antisemita y teórico de la conspiración. A partir de los 15 años, de Benoist se interesó en la derecha nacionalista en el contexto de la Guerra de Argelia, y comenzó su carrera como periodista en 1960 escribiendo artículos y panfletos para la revista Coston Lectures Françaises, generalmente en defensa del Imperio Francés y del grupo político paramilitar y pro colonial Organisation de l'Armée Secrète (OAE). No obstante, se mantuvo alejado de las teorías de conspiración de Coston sobre la masonería y los judíos.
A los 17 años, en 1961, conoció a François d'Orcival, con quien se convirtió en editor de France Information, un periódico clandestino a favor de OEA. Después de completar sus estudios secundarios en París en las escuelas secundarias de Lycée Montaigne y Lycée Louis le Grand, estudió derecho constitucional en la Facultad de Derecho de París, luego filosofía, sociología e historia de las religiones en la Sorbona, donde se unió a la sociedad estudiantil "Federación de Estudiantes Nacionalistas" (FEN). En 1962 se convirtió en secretario de la revista de la organización, Cahiers universitaires, en la que escribió los artículos principales junto con D'Orcival. Como estudiante de derecho y literatura, comenzó un período de activismo político y pasión por el cine fantástico. Según Pierre-André Taguieff, Benoist tenía una curiosidad intelectual que se encontraba ausente en sus camaradas de mayor edad Dominique Venner (1935-2013) y Jean Mabire (1927-2006), y el joven filósofo los llevó a descubrir un universo conceptual "que ellos no podían siquiera imaginar" fuera de "sus propias convicciones"

### Juventud y activismo político extremista (1962-1967)

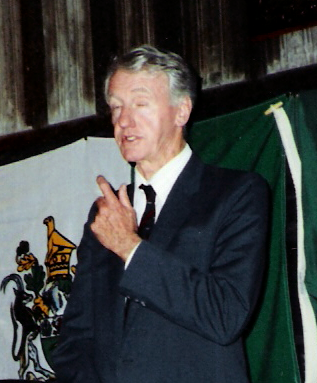
En 1966, el primer ministro de Rodesia, Ian Douglas Smith, prologó Rhodésie, pays des lions fidèles, libro que Alain de Benoist escribe a los 22 años.

Benoist conoció a Dominique Venner en 1962. Al año siguiente, participó en la creación de Europe-Action, un periódico nacionalista blanco creado por Venner, en el que De Benoist comenzó a trabajar como ensayista y periodista. Publicó en ese momento sus primeros trabajos filosófico-políticos: Salan devant l'opinion ("Salan se enfrenta a la opinión [pública]", 1963) y Le courage est leur patrie ("Valentía es su madretierra", 1965), defendiendo la Argelia francesa y OEA.
Entre 1963 y 1965,  Benoist fue miembro de la Union rationaliste (Unión Racionalista), y probablemente comenzó a leer las críticas de Louis Rougier al cristianismo en ese momento, puesto que Rougier también era un adherente de la organización. Mantuvieron contacto intelectual y las ideas de Rougier influyeron profundamente en el anticristianismo de Alain de Benoist,  quien continuó su carrera periodística y en 1964 se convirtió en el redactor jefe de la publicación semanal Europe-Action Hebdomaire, rebautizada como L'Observateur Européen en octubre de 1966. También se publicaron algunos de sus artículos en la revista neofascista Défense de l'Occident, fundada en 1952 por Maurice Bardèche.
Después de una visita a Sudáfrica por invitación del gobierno del Partido Nacional de Hendrik Verwoerd, Benoist coescribió con Gilles Fournier en 1965 el ensayo Vérité pour l'Afrique du Sud ("La verdad para Sudáfrica"), en el que respaldaron el apartheid. Al año siguiente, coescribió con D'Orcival otro ensayo, Rhodésie, pays des lions fidèles ("Rhodesia, país de los leales leones", 1966), en defensa del Estado Rodesia, un país separatista en el sur de África que fue controlado por un gobierno de minoría blanca. Al regresar de un viaje a Estados Unidos, Benoist criticó la supresión de la segregación racial y predijo que el sistema sobreviviría fuera de la ley y, por lo tanto, de una manera más violenta.
En dos ensayos publicados en 1966, Les Indo-Européens ("Los indoeuropeos") y Qu'est-ce que le nationalisme? ("¿Qué es el nacionalismo?"), Benoist contribuyó a definir una nueva forma de nacionalismo europeo, en el que la civilización europea, que debe entenderse como la "raza blanca" (noción que luego sería continuada en solitario por el filósofo Guillaume Faye), debe superar los nacionalismo étnicos intraeuropeos, todos unidos en un imperio y una civilización comunes, incluida Rusia. Esta teoría se materializó en el programa legislativo de 1967 del Movimiento Europeo por la Libertad (REL), en el que Benoist era miembro del consejo nacional. Este manifiesto se convirtió en una idea central de GRECE después de 1968.
Los sucesivos fracasos de los diversos movimientos de extrema derecha que había apoyado, desde la disolución de la OEA y los Acuerdos de Évian en 1962, hasta la derrota electoral del candidato presidencial Jean-Louis Tixier-Vignancour en 1965 (Benoist había participado en el movimiento de base "T.V. Committees"), y finalmente la debacle de la REL en marzo de 1967, llevaron a Alain de Benoist a cuestionar su participación en política. En el otoño de 1967 decidió hacer una "ruptura permanente y completa con la acción política", y centrarse en una estrategia metapolítica mediante el desarrollo de una escuela de pensamiento.
Durante los eventos de mayo de 1968, cuandos tenía veinticinco años, Benoist era periodista profesional en el periódico L'Écho de la presse et de la publicité.

### Desarrollo filosófico:Nouvelle Droitey fama mediática (1968-1993)
Junto con militantes de REL y FEN, de Benoist fundó GRECE en 1968, un think tank etnonacionalista convirtiéndose en el líder y su "portavoz más autorizado". En la década de 1970, de Benoist adaptó sus puntos de vista geopolíticos, 1) desde una actitud pro-colonial hacia una defensa del tercermundismo contra el capitalismo liberal estadounidense y la Rusia comunista, desde la defensa de los "últimos puestos de avanzada de Occidente" contra el "norte-Americanismo"; 2) y desde una definición biológica de la alteridad, hacia una cultural. Una idea desarrollada en sus teorías etnopluralistas.
Sus trabajos, junto con otros publicados por el think tank, alcanzaron una fama pública a fines de la década de 1970, y los medios de comunicación llamaron al movimiento "Nouvelle Droite". Alain de Benoist comenzó a escribir artículos para las principales revistas de derecha, a saber, Valeurs actuelles y Le Spectacle du Monde de 1970 a 1982, y Le Figaro Dimanche (renombrado en 1978 Le Figaro Magazine) de 1977 a 1982. Recibió en 1978 el prestigioso Prix de l'essai de la Académie française por su libro Vu de droite: Anthologie critique des idées contemporaines ("Visiones para la derecha"), que vendió 30 000 copias.
De Benoist conoció al escritor ruso Aleksandr Duguin en 1989. Pronto se convirtieron en colaboradores cercanos: Dugin invitó a De Benoist a Moscú en 1992. El filósofo ruso este se presentó como el corresponsal de GRECE en Moscú por un tiempo. Los dos autores finalmente rompieron su relación en 1993 después de una campaña virulenta en los medios franceses y alemanes contra la "amenaza roja y marrón" (aludiendo al nacional-bolchevismo) en Rusia. Si bien De Benoist reconoció las diferencias ideológicas con Dugin, especialmente en sus opiniones sobre el eurasianismo y el filósofo Martin Heidegger, los dos han mantenido intercambios regulares desde entonces.

### Re-emergencia intelectual (1994-presente)
En 1979 y 1993, dos campañas de prensa lanzadas en los medios liberales franceses contra Alain de Benoist, alegando que en realidad era un "fascista no-asumido" o un "nazi", dañaron su imagen pública e influencia en Francia. Lo acusaron de ocultar sus creencias racistas y antiigualitarias de una manera aparentemente aceptable para el público, al reemplazar la jerarquía de razas con el concepto menos sospechoso de "etno-pluralismo". Aunque todavía comenta con frecuencia sobre política, de Benoist eligió a principios de la década de 1990 centrarse en su actividad intelectual y evitar la atención de los medios.
Desde la década de 2000 en adelante, sin embargo, el interés público por sus obras ha resurgido. Ha hecho varias apariciones en los medios de comunicación en France Culture, Europe 1, Telemadrid, Radio Courtoisie o Il Giornale. Sus escritos han sido publicados en varias revistas académicas de extrema derecha como el Journal of Historical Review, Chronicles, The Occidental Quarterly o Tyr, así como también en la revista de nueva izquierda Telos.
De Benoist fue uno de los firmantes del Manifiesto contra la muerte del espíritu y de la tierra, ya que, en sus palabras: "me pareció que reacciona contra el materialismo práctico que es parte de una ideología dominante, una ideología para la cual no hay nada más allá de las preocupaciones materiales".
En 2002, en una nueva publicación de su libro Vu de droite, de Benoist reiteró lo que escribió en 1977: el "mayor" peligro en el mundo de hoy es la "desaparición progresiva de la diversidad del mundo", incluida la biodiversidad de los animales, culturas y pueblos. De Benoist es ahora el editor de dos revistas: la Nouvelle École anual (desde 1968) y la Krisis trimestral (desde 1988).
Aunque el alcance de la relación es debatido por los estudiosos, de Benoist y la Nouvelle Droite son generalmente vistos como mentores en la estructura ideológica y política del Movimiento identitario. Parte de la derecha alternativa también ha afirmado que se inspiró en los escritos del filósofo.

## Pensamiento
Desde estar cerca de los movimientos pro-coloniales y adoptar una perspectiva etno-biológica al comienzo de sus escritos en la década de 1960, cuando aprobó el apartheid con Gilles Fournier como el "último puesto avanzado de Occidente" en un momento de "descolonización y negrificación internacional", Alain de Benoist se movió gradualmente hacia una defensa del Tercer Mundo (ver: tercermundismo) contra el imperialismo estadounidense y una definición más cultural de la "diferencia", teorizada en su concepto de etnopluralismo. 
Alain de Benoist es también un crítico ardiente de la globalización, la inmigración masiva sin restricciones, el liberalismo, la sociedad posmoderna y lo que él llama la "ideología de la igualdad" (ver: igualitarismo). Los académicos se preguntan si esta evolución en los conceptos de De Benoist debe considerarse un sincero desapego ideológico de un joven activista de extrema derecha (de Benoist dejó de apoyar el racismo biológico y el colonialismo separatista antes de los 24 años), o más bien una estrategia metapolítica para remodelar ideas no-igualitarias en términos "aceptables" al statu quo.
El politólogo Jean-Yves Camus describe la idea principal de los escritos de De Benoist en los siguientes términos: "a través del uso de la metapolítica, para pensar las formas y los medios que son necesarios para la civilización europea, basados en los valores culturales compartidos en el continente antes del advenimiento de la globalización, para prosperar y perpetuarse".
Aunque encarnan los valores centrales de GRECE y Nouvelle Droite, las obras Alain de Benoist no siempre son idénticas a las de otros pensadores del movimiento. Por ejemplo, desaprobó las ideas "fuertemente racistas" del filósofo Guillaume Faye con respecto a los musulmanes después de la publicación del libro La colonisation de l’Europe, Discours vrai sur l’immigration et l’Islam, que vio la luz por primera vez el año 2000.
De Benoist se opone a la violencia política, afirmando que ha estado construyendo "una escuela de pensamiento, no un movimiento político".

### Temáticas principales

#### Identidad
Inspirado por la filosofía de diálogo de Martin Buber y el concepto de su libro Ich und Du (1923), de Benoist definió la "identidad" como un fenómeno "dialógico" en Nosotros y los otros ("Nous et les autres", 2006). Según él, la identidad de uno se compone de dos componentes: la "parte objetiva" que proviene del origen (etnia, religión, familia, nacionalidad) y la "parte subjetiva", elegida libremente por el individuo. Por lo tanto, la identidad es un proceso en constante evolución, más que una noción completamente fija. En 1992, rechazó en consecuencia el uso del término etnopluralismo por parte del Frente Nacional, con el argumento de que retrataba "la diferencia como un absoluto, mientras que, por definición, existe solo de manera relacional". De Benoist cree que el conocimiento de las tradiciones étnicas y religiosas es un deber, que debe transmitirse a la siguiente generación, y considera que no existe un imperativo moral para el cosmopolitismo.
Alain de Benoist también ha criticado lo que él llama "la patología de la identidad", es decir el uso político de la identidad por parte de la derecha populista para impulsar un debate "nosotros contra ellos" escoltado por "odio [sistemático] e [irracional]". La dificultad de comprender las opiniones de Alain de Benoist sobre la identidad radica en el hecho de que sus escritos han experimentado una re-síntesis múltiple desde la década de 1960. 
En 1974, dijo: "no hay una raza superior. Todas las razas son superiores y cada una de ellas tiene su propio genio". Han surgido sospechas de una sutil apariencia metapolítica diseñada con el objetivo de restablecer la idea fascista original en torno a un nuevo marco. También se ha dicho que de Benoist ha sido influenciado por la distinción de Carl Schmitt entre amigo y enemigo como el tema central de la política. Sin embargo, él ve a los inmigrantes como eventualmente "víctimas de la globalización", y también explicó que la inmigración fue, en primer lugar, una consecuencia de que las grandes empresas eran codiciosas de ganancias y preferían importar mano de obra barata.

#### Etnopluralismo y rechazo al nacionalismo
Alain de Benoist rechaza el estado nación y el nacionalismo, alegando que tanto el liberalismo como el nacionalismo tarde o temprano derivan de la misma metafísica de la subjetividad, y que el estado centralizado y "jacobino" de la República Francesa había destruido las identidades regionales en el proyecto de una Francia "única e indivisible". En su lugar, defiende la autonomía política de todos y cada uno de los grupos, favoreciendo un federalismo integral basado en el principio de subsidiariedad, que trascendería al estado-nación y daría paso a las identidades regionales y a una continental común a la vez.

#### Liberalismo
Es un crítico de la primacía de los derechos individuales, una ideología que ve encarnada en el humanismo, la Revolución francesa y los Padres fundadores de los Estados Unidos. Aunque no es marxista, de Benoist ha sido influenciado por el análisis comunista de la naturaleza del capitalismo y los intereses de clase en conflicto, expuestos por Karl Marx en Das Kapital. Como resultado, otra de sus ideas centrales es que el mundo enfrenta la "hegemonía del capital" y la "búsqueda del interés propio", dos tendencias típicas de la era posmoderna. 
Sin embargo, según Jean-Yves Camus, si bien Alain de Benoist puede compartir el análisis anticapitalista con los izquierdistas, la preocupación que tiene es realmente diferente, ya que el francés considera la expansión ilimitada del libre mercado y el consumismo como contribuyentes clave para la eliminación de la identidad de los pueblos. Además, aunque reconoce su existencia, no hace una distinción esencial entre la "clase trabajadora" y la "burguesa", sino más bien entre la "nueva clase dominante" y la "gente". En 1991, su revista Eléments describió a través de su equipo editorial cómo "el antiigualitarismo demasiado sistemático [podría] conducir al darwinismo social, lo que podría justificar la economía de libre mercado".

#### Estados Unidos
Alain de Benoist se opone a la idea liberal-estadounidense del "crisol de culturas". Un crítico de los Estados Unidos, ha citado diciendo: "Algunas personas no aceptan la idea de que algún día tengan que usar la gorra del Ejército Rojo. En efecto, es una idea horrible. Sin embargo, esta no es una razón para tolerar la idea de que un día tengamos que gastar lo que nos queda para vivir comiendo hamburguesas en Brooklyn". En 1991, se quejó de que los partidarios europeos de la primera Guerra del Golfo eran "colaboradores del orden estadounidense".

#### Islam
Alain de Benoist apoyó los lazos con la cultura islámica en los años 80, con el argumento de que la relación con esta sería distinta que con la del consumismo y el materialismo de la sociedad estadounidense, así como la burocracia y la represión de la Unión Soviética.

#### Paganismo y cristianismo
También se opone al cristianismo como inherentemente intolerante, teocrático y empeñado en la persecución.

### Influencias
Las intelectuales de cabecera de Alain de Benoist incluyen a Antonio Gramsci, Ernst Jünger, Martin Buber, Jean Baudrillard, Georges Dumézil, Ernest Renan, José Ortega y Gasset, Vilfredo Pareto, Karl Marx, Guy Debord, Arnold Gehlen, Stéphane Lupasco, Helmut Schelsky, Konrad Lorenz, Johann Gottfried Herder y Johannes Althusius.
Las corrientes de pensamiento que más influyen en su desarrollo teórico son la Konservative Revolution, los inconformistas franceses de los años 30, los Austro-Marxistas de entreguerras, y filósofos comunitarios como Alasdair MacIntyre y Charles Taylor.

## Vida personal

Blasón de la Casa de Benoist.

Es neopagano. El 21 de junio de 1972 se casó con Doris Christians, ciudadana alemana, con la que tiene dos hijos.
Es miembro de Mensa, una asociación internacional de superdotados, cuyo expresidente de la filial francesa era miembro del comité de patrocinamiento de la revista Nouvelle École, uno de los medios escritos del Groupement de recherche et d'études pour la civilisation européenne. 
Posee la biblioteca privada más grande de Francia, con un estimado de 150 000 a 250 000 libros.

## Seudónimos
Fabrice Laroche, Martial Laurent, Cédric de Gentissard, Tanguy Gallien, Frédéric Laurent, Robert de Herte, David Barney, Pierre Dolabella, Maxime Meyer, Jean-Pierre Dujardin, Frédéric Toulouze, Jean-Louis Cartry, Pierre Jacob, Julien Valserre, Pierre Carlet, Jean-Pierre Hébert, Maiastra, Gilles Foumier, Mortimer Davidson, Fabrice Valclérieux, Éric Saint-Léger, Éric Lecendreux y Éric Dumesnil.

## Libros

### Obras en español
- La nueva derecha, Editorial Planeta, Barcelona, 1982.
- Las ideas de la Nueva Derecha. una respuesta al colonialismo cultural, Ediciones Nuevo Arte Thor, Barcelona, 1986.
- ¿Cómo se puede ser pagano?, Ediciones Nueva República, Molins de Rei, 2004.
- Comunismo y nazismo. 25 reflexiones sobre el totalitarismo en el siglo XX (1917-1989). Áltera, Barcelona, 2005.
- Diego Luis Sanromán, La Nueva derecha. Cuarenta años de agitación metapolítica, CIS, Madrid, 2008.
- Más allá de la derecha y de la izquierda. El pensamiento político que rompe esquemas, Áltera, Barcelona 2010 ISBN 978-84-96840-91-1.
- Nosotros y los otros. Problemática de la identidad, Ediciones Fides, Tarragona 2015 ISBN 978-84-943920-8-5.
- Europa-Tercer Mundo. Mismo combate, Ediciones Fides, Tarragona 2015 ISBN 978-84-944350-2-7.
- El derecho a la diferencia. Para acabar con el racismo, Ediciones Fides, Tarragona 2015.
- Liberalismo, el principal enemigo, Ediciones Fides, Tarragona 2015.
- Arthur Moeller van den Bruck y la revolución conservadora alemana, Ediciones Fides, Tarragona 2015.
- Decrecimiento sustentable, Ediciones Ignacio Carrera Pinto, Santiago 2019.

### Obra original en francés

#### Obras colectivas
- Henry Coston (dir.), Partis, Journaux et Hommes politiques d'hier et d'aujourd'hui (sous le pseudonyme de Cédric de Gentissard), n.° spécial de Lectures françaises, 1960
- La Crise de la jeunesse dans la société de consommation. Actes du 2e Colloque des intellectuels pour la liberté, Institut d'études occidentales, 1970
- Jean Dumont (dir.), Histoire secrète de la Gestapo (sous le pseudonyme de Fabrice Laroche), 4 vol., Crémille, 1971
- Actes du 5e séminaire central GRECE, 1.er mai 1971, GRECE, 1971
- Jean Dumont (dir.), L'Histoire générale de l'Afrique, 8 vol., François Beauval, 1972
- Morale d'hier et Éthique de demain. Actes du 6e séminaire central GRECE, 30  mai 1971, GRECE, 1972
- Robert Ardrey, Jean Cau, Pierre Vial et al., Contestation et Décadence. Actes du VIIIe colloque national, Jouy-en-Josas, 22 octobre 1972, GRECE, 1973
- Ernst Topitsch et Jacques Médecin (dir.),  Connaissance pour la liberté. Actes du 2e Congrès international pour la défense de la culture. Nice, 27-29 septembre 1974, CIDAS, 1975
- Philippe Héduy (dir.), Chant funèbre pour Pnom Penh et Saïgon, Société de production littéraire, 1975
- Alain de Benoist, Jean-Claude Valla, Yves Christen et al., Qu'est-ce que l'enracinement?, GRECE, 1975
- Pierre Debray-Ritzen (dir.), Arthur Koestler, L'Herne, 1975
- Pierre Bercot, Julien Freund, Piet Tommissen et al., Des élites pour quoi faire? Actes du Xe colloque national, Paris, 26 janvier 1975, GRECE, 1976
- Roger Lemoine (dir.), Dix ans de combat culturel pour une renaissance, GRECE, 1977
- Edmond Kaiser (dir.), Les Mutilations sexuelles féminines infligées aux enfants, Terre des hommes, 1977
- Jean-Pierre Lombard (dir.), Raymond Abellio, L'Herne, 1979
- Jean-Pierre Apparu (dir.), La Droite aujourd'hui, Albin Michel, 1979
- Jean-Claude Rivière (dir.), Georges Dumézil. À la découverte des Indo-Européens, Copernic, 1979
- Maiastra. Renaissance de l'Occident?, Plon, 1979
- Pierre Vial (dir.), Pour une renaissance culturelle. Le GRECE prend la parole, Copernic, 1979
- Robert de Herte et Vintila Horia (dir.), Julius Evola, le visionnaire foudroyé, Copernic, 1980
- L'Europe païenne, Seghers, 1980
- Alain de Benoist (dir.), Les Traditions d'Europe, Labyrinthe, 1982
- Jean Varenne, Pierre Bérard, Michel Marmin et al., La Cause des peuples. Actes du XVe colloque national du GRECE, Palais des Congrès de Versailles, 17 mai 1981, Labyrinthe, 1982
- Alain de Benoist, Jean-Joël Brégeon, Claudine Glot et al., Pour un « gramscisme de droite». Actes du XVIe colloque national du GRECE, Palais des Congrès de Versailles, 29 de noviembre de 1981, Labyrinthe, 1982
- Jason Hadjidinas (dir.), Conscience des libertés et Liberté de la conscience. 1.er Colloque d'Athènes, 25-28 juin 1980, Ecole des hautes études industrielles du Pirée, Athènes, 1983
- Anne Jobert, Guillaume Faye, Armin Mohler et al., La Troisième Voie. Actes du XVIIe colloque national du GRECE, Palais des Congrès de Versailles, 27 de noviembre de 1983, Labyrinthe, 1984
- Julien Freund, Christiane Pigacé, Pierre Vial et al., La Fin d'un monde. Crise ou Déclin? Actes du XVIIIe colloque national du GRECE, Palais des Congrès de Versailles, 11 de noviembre de 1984, Labyrinthe, 1985
- Alain de Benoist, Jean Cau, Guillaume Faye et al., Une certaine idée de la France. Actes du XIXe colloque national du GRECE, Pavillon Baltard, Nogent-sur-Marne, 24 de noviembre de 1985, Labyrinthe, 1985
- Michel Wayoff (dir.), Actes du 82e Congrès français d'oto-rhino-laryngologie. Séance inaugurale, lundi 30 septembre 1985, Nancy-Thèses, 1985
- André Béjin et Julien Freund (dir.), Racismes, Antiracismes, Librairie des Méridiens-Klincksieck, 1986
- Pierre Vial, Pierre Gripari, Jean-Louis Foncine, Guillaume Faye, Marco Tarchi et al., Le Défi de Disneyland. Actes du XXe colloque national de la revue « Éléments», Palais des Congrès de Versailles, 16 de noviembre de 1986, Labyrinthe, 1987
- Yves Christen, Michel Wayoff, Alain de Benoist, Claude Colette, Georges Charbonneau et Julien Freund, La Bio-éthique face aux idéologies. Actes du XXIe colloque national du GRECE, Hôtel Sofitel-Sèvres, 29 de noviembre de 1987, Labyrinthe, 1988
- Démètre Théraios (dir.) Quelle religion pour l'Europe? Un débat sur l'identité religieuse des peuples européens, Georg, 1990
- Jacques Marlaud, Marco Tarchi, Jean-Jacques Mourreau, Michael Walker, Hrvoje Lorkovic et al., Crépuscule des blocs, Aurore des peuples. Actes du XXIIIe colloque national du GRECE, Paris, 3 décembre 1989, GRECE, 1990
- Jacques Marlaud, Charles Champetier, Luc Pauwels, Alexandre Douguine, Roger Garaudy et al., Nation et Empire. Histoire et Concept. Actes du XXIVe colloque national du GRECE, Paris, 24 mars 1991, GRECE, 1991
- Jean Cau, Michel Marmin, Thomas Molnar et Alain de Benoist, États-Unis: danger. Actes du XXVe colloque national du GRECE, Novotel Paris-Bagnolet, 1991, GRECE, 1992
- Jean-Pierre Laurant (dir.), Le Complot, n.° spécial de la revue Politica hermetica, L'Âge d'Homme, 1992, leer en línea (étude d'Alain de Benoist)
- Michel Marmin, Didier Patte, Philippe de Saint Robert, Jean-Marie Domenach et Alain de Benoist, Europe: le nouveau monde. Actes du XXVIIe colloque national du GRECE, Paris, 6 décembre 1992, GRECE, 1993
- Jacques Marlaud, Gerd Bergfleth, Charles Champetier et Alain de Benoist, Les Enjeux de l'écologie. Actes du XXVIIe colloque national du GRECE, Paris, 28 de noviembre de 1993, GRECE, 1994
- Marco Tarchi, Edward Goldsmith, Gilbert Comte, Dominique Venner et Alain de Benoist, Gauche-droite: la fin d'un système. Actes du XXVIIIe colloque national du GRECE, Paris, Hôtel Novotel-Bagnolet, 27 de noviembre de 1994, GRECE, 1995
- 50 ans après. Spécial hommages, n.° spécial des Cahiers des Amis de Robert Brasillach, Association des Amis de Robert Brasillach, 1995
- Jean Haudry, Roger Garaudy, Michel Marmin, Pierre Le Vigan et Alain de Benoist, Une société en miettes. Aujourd'hui la fracture, demain le chaos social? Actes du XXXIXe colloque national du GRECE, Paris, 3 décembre 1995, GRECE, 1996
- Alain de Benoist, Pierre Fabre [Yves Pondaven], Edouard Legrain, Hussein Massinissa, Charles Saint-Prot et Guillaume de Tanoüarn,  Les Grandes Peurs de l'an 2000. Périls et Défis du XXIe siècle. Actes du XXXe colloque national du GRECE, Paris, 1.er décembre 1996, GRECE, 1997, leer en línea (intervention d'Alain de Benoist)
- Arnaud Guyot-Jeannin (dir.), Dossier H Julius Evola, L'Âge d'Homme, 1997, leer en línea (extraits)
- Benoît Mancheron (dir.), L'Agenda des Vins de France 1998, Cœurs de France, 1997
- Le Mai 68 de la Nouvelle Droite, Labyrinthe, 1998, leer en línea (témoignage d'Alain de Benoist)
- Alain de Benoist, Philippe Conrad, Günter Maschke, Jean-Marie Paupert et Claude Rousseau, Non à la censure ! De la police de la pensée à la Nouvelle Inquisition. Actes du XXXIe colloque national du GRECE, Paris, 30 de noviembre de 1997, GRECE, 1998
- Danièle Masson (dir.), Dieu est-il mort en Occident?, Guy Trédaniel, 1998, leer en línea (entretien avec Alain de Benoist)
- Thierry Jolif (dir.), Evola. Envers et contre tous, Éditions du Chaos, 1999
- Benjamin Guillemaind et Arnaud Guyot-Jeannin (dir.), Aux sources de l'erreur libérale. Pour sortir de l'étatisme et du libéralisme, L'Âge d'Homme, 1999,  (étude d'Alain de Benoist)
- Que vive le peuple serbe !, L'Âge d'Homme, 1999 , leer en línea (extraits)
- Alain de Benoist, Charles Champetier, Michel Marmin, Claude Polin et Louis Sorel, Demain la guerre? Les Nouvelles Menaces sur la paix. Actes du XXXIIe colloque national du GRECE, Paris, 29 de noviembre de 1998, GRECE, 2000, leer en línea (intervention d'Alain de Benoist)
- Aux sources de la droite, pour en finir avec les clichés, L'Âge d'Homme, 2000, leer en línea (extraits)
- Philippe Maxence (dir.), Grands Mythes de l'histoire, vol. 2, La Nef, 2000
- Yves Chiron (dir.), Enquête sur Charles Maurras, n.° spécial du Bulletin Charles Maurras, 2001, leer en línea (entretien avec Alain de Benoist)
- Anne Martin-Conrad (dir.), Dossier H Pierre Gripari, L'Âge d'Homme, 2001, leer en línea (extraits)
- Pascal Junod (dir.), Le Sang d'un poète, n.° spécial des Cahiers des Amis de Robert Brasillach, Association des Amis de Robert Brasillach, 2001, leer en línea (bibliographie de Brasillach)
- Pierre Vial (dir.), Balades au cœur de l'Europe païenne, Editions de la Forêt, 2002, leer en línea (texte d'Alain de Benoist)
- Francis Bergeron (dir.), La Gloire de Béraud, n.° spécial des Cahiers Henri Béraud, Association rétaise des Amis d'Henri Béraud, 2004
- Christian Bouchet (dir.), Les Nouveaux Païens, Dualpha, 2005, leer en línea (entretien avec Alain de Benoist)
- Francois Bousquet, Denis Gombert (dir.), L'Idiot international. Une anthologie, Albin Michel, 2005, leer en línea (témoignage d'Alain de Benoist).

#### Obras en colaboración
- Le Courage est leur patrie (sous le pseudonyme de Fabrice Laroche, en collaboration avec François d'Orcival), Saint-Just, 1965
- Vérité pour l'Afrique du Sud (sous le pseudonyme de Fabrice Laroche, en collaboration avec Gilles Fournier), Saint-Just, 1965
- Rhodésie, pays des lions fidèles (en collaboration avec François d'Orcival), Table Ronde, 1966
- Qu'est-ce que le nationalisme? (Un groupe de travail réuni autour de « Fabrice Laroche»), 1966
- Avec ou sans Dieu - l'avenir des valeurs chrétiennes (débat avec Jean-Luc Marion), Beauchesne, 1970
- Il était une fois l'Amérique (sous le pseudonyme de Robert de Herte, en collaboration avec Hans-Jürgen Nigra, Giorgio Locchi), Nouvelle École, 1976
- La Mort. Traditions populaires, Histoire et Actualité (en collaboration avec Pierre Vial), Labyrinthe, 1983
- L'Éclipse du sacré. Discours et Réponses (en collaboration avec Thomas Molnar), Table Ronde, 1986
- La Nouvelle Inquisition: ses acteurs, ses méthodes, ses victimes. Essai sur le terrorisme intellectuel et la police de la pensée ([David Barney et Christian Lavirose (Alain de Benoist?)] en collaboration avec Charles Champetier), Paris, Labyrinthe, 1993
- Manifeste pour une renaissance européenne. A la découverte du GRECE. Son histoire, ses idées, son organisation (en collaboration avec Charles Champetier), GRECE, 2000.

#### Obras en las que Alain de Benoist es el único autor
- Salan devant l'opinion (sous le pseudonyme de Fabrice Laroche), Saint-Just, 1963
- Les Indo-Européens, G.E.D., 1966
- L'Empirisme logique et la Philosophie du Cercle de Vienne, Nouvelle École, 1970
- Nietzsche: Morale et « Grande Politique», GRECE, 1973
- Konrad Lorenz et l'Éthologie moderne, Nouvelle École, 1975
- Vu de droite. Anthologie critique des idées contemporaines, Copernic, 1977 (grand prix de l'essai de l'Académie française 1978), leer en línea (extraits)
- Les Bretons, Les Cahiers de la Bretagne réelle, n°396 bis, 1978
- Les Idées à l'endroit, Libres-Hallier, 1978
- Le Guide pratique des prénoms (« Robert de Herte» et [sic] Alain de Benoist), coll. « Hors-série d'“Enfants-Magazine”», Publications Groupe Média, 1979
- Comment peut-on être païen?, Albin Michel, 1981
- Orientations pour des années décisives, Labyrinthe, 1982
- Fêter Noël. Légendes et Traditions, Atlas-Edena, 1982
- Démocratie: le problème, Labyrinthe, 1985
- Europe, Tiers monde, même combat, Robert Laffont, 1986, leer en línea
- Le Grain de sable. Jalons pour une fin de siècle, Labyrinthe, 1994, leer en línea (extraits)
- Nationalisme: Phénoménologie et Critique, GRECE, 1994, leer en línea
- Démocratie représentative et Démocratie participative, GRECE, 1994, leer en línea
- Nietzsche et la Révolution conservatrice, GRECE, 1994
- L'Empire intérieur, Fata Morgana, 1995
- La Ligne de mire. Discours aux citoyens européens, t. 1: 1972-1987, Labyrinthe, 1995, leer en línea (extraits)
- Famille et Société. Origine, Histoire, Actualité, Labyrinthe, 1996, leer en línea (extraits)
- La Ligne de mire. Discours aux citoyens européens, t. 2: 1988-1995, Labyrinthe, 1996, leer en línea (extraits)
- Céline et l'Allemagne, 1933-1945. Une mise au point, Le Bulletin célinien, 1996
- Horizon 2000. Trois entretiens avec Alain de Benoist, GRECE, 1996
- La Légende de Clovis, Cercle Ernest Renan, 1996
- Indo-Européens: à la recherche du foyer d'origine, Nouvelle École, 1997, leer en línea
- Ernst Jünger. Une bio-bibliographie, Guy Trédaniel, 1997
- Communisme et Nazisme. 25 réflexions sur le totalitarisme au XXe siècle, Labyrinthe, 1998, leer en línea (extraits)
- L'Écume et les Galets. 1991-1999: dix ans d'actualité vue d'ailleurs, Labyrinthe, 2000, leer en línea (extraits)
- Jésus sous l'œil critique des historiens, Cercle Ernest Renan, 2000
- Bibliographie d'Henri Béraud, Association rétaise des Amis d'Henri Béraud, 2000
- Dernière Année. Notes pour conclure le siècle, L'Âge d'Homme, 2001, leer en línea (extraits)
- Jésus et ses Frères, Cercle Ernest Renan, 2001, leer en línea
- Louis Rougier. Sa vie, son œuvre, Cercle Ernest Renan, 2002
- Charles Maurras et l'Action française. Une bibliographie, BCM, 2002
- Qu'est-ce qu'un militant? (sous le pseudonyme de Fabrice Laroche, réédition d'un article paru en 1963), Ars Magna, 2003
- Critiques-Théoriques, L'Âge d'Homme, 2003, leer en línea (extraits)
- Au-delà des droits de l'homme. Pour défendre les libertés, éditions Krisis, 2004, leer en línea
- Bibliographie générale des droites françaises. 1, Arthur de Gobineau, Gustave Le Bon, Édouard Drumont, Maurice Barrès, Pierre Drieu La Rochelle, Henry de Montherlant, Thierry Maulnier, Julien Freund. Éditions Dualpha, coll. « Patrimoine des lettres», Coulommiers, 2004, 609 p. ISBN 2-915461-03-1
- Bibliographie générale des droites françaises. 2, Georges Sorel, Charles Maurras, Georges Valois, Abel Bonnard, Henri Béraud, Louis Rougier, Lucien Rebatet, Robert Brasillach. Éditions Dualpha, coll. « Patrimoine des lettres», Coulommiers, 2004, 472 p. ISBN 2-915461-04-X
- Bibliographie générale des droites françaises. 3, Louis de Bonald, Alexis de Tocqueville, Georges Vacher de Lapouge, Léon Daudet, Jacques Bainville, René Benjamin, Henri Massis, Georges Bernanos, Maurice Bardèche, Jean Cau. Éditions Dualpha, coll. « Patrimoine des lettres», Coulommiers, 2005, 648 p. ISBN 2-915461-44-9
- Bibliographie générale des droites françaises. 4, Joseph de Maistre, Ernest Renan, Jules Soury, Charles Péguy, Alphonse de Chateaubriant, Jacques Benoist-Méchin, Gustave Thibon, Saint-Loup (Marc Augier), Louis Pauwels. Éditions Dualpha, coll. « Patrimoine des lettres», Coulommiers, 2005, 736 p. ISBN 2-915461-45-7
- Jésus et ses Frères, et autres écrits sur le christianisme, le paganisme et la religion, éditions Les Amis d'Alain de Benoist, 2006
- C'est-à-dire. Entretiens-Témoignages-Explications (2 volumes), éditions Les Amis d'Alain de Benoist, 2006
- Nous et les autres. Problématique de l'identité, éditions Krisis, 2006, leer en línea
- Carl Schmitt actuel, éditions Krisis, 2007
- Demain, la décroissance ! Penser l'écologie jusqu'au bout, Edite, 2007
- Dictionnaire des prénoms: d'hier et d'aujourd'hui, d'ici et d'ailleurs, Jean Picollec, 2009.